# Правонарушение

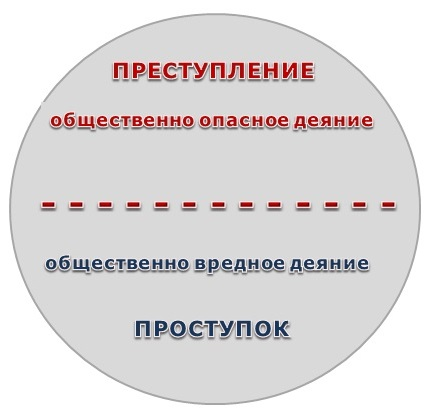
Разделение правонарушения (delictum) на преступление и проступок по признаку общественной опасности.

Правонаруше́ние — неправомерное поведение, противоправное общественно опасное деяние, противоречащее требованиям правовых норм и совершённое праводееспособным лицом или лицами. 
В других источниках указано что Правонаруше́ние — действие вопреки правовому велению или запрету, и в широком смысле — общественно вредное деяние, причиняющее ущерб сложившемуся порядку общественных отношений, в узком смысле — нарушение правоохранительной нормы, то есть такой правовой нормы, которая содержит санкцию. Правонаруше́ние влечёт за собой, в зависимости от его вида и правовой системы государства, соответствующую правовую (юридическую) ответственность (последствия правонарушения) — уголовную, административную, дисциплинарную.

## Противоправность
Согласно правовому принципу Nullum crimen, nulla poena sine praevia lege poenali («нет преступления, нет наказания без закона») правонарушение должно быть предусмотрено не просто правом (обычаем, религиозным предписанием или законом), а обязательно такой нормой права, которая содержит санкцию. Противоправность правонарушения выражается в нарушении установленного запрета или неисполнении обязанности совершить определённые действия.

## Признаки
- Правонарушение совершается людьми, а не животными или силами природы. Однако не все люди могут являться субъектами правонарушений, что связано с вменяемостью и достижением определенного возраста.
- Правонарушение — это такое юридическое поведение человека, которое выражается в действии или бездействии.
- Правонарушения противоречат нормам права и совершаются вопреки им.
- Правонарушением признается только виновное поведение субъектов права.
- Правонарушения обладают общественно опасным характером, то есть наносят вред или создают опасность такого вреда для личности, собственности, государства или общества в целом.

## Виды и типы
Все правонарушения принято подразделять на две группы: проступки и преступления, а в уголовных законодательствах, где существует трёхчленное деление преступных деяний, на три вида: преступление, проступок, нарушение (иногда полицейское нарушение). 
Проступки могут быть дисциплинарными, процессуальными, международными, административными и гражданскими (деликтными).
Под преступлениями понимают, как правило (в Российской Федерации — России — исключительно) — уголовные правонарушения, то есть деяния, нарушающие уголовный закон. Они могут различаться по категории тяжести. В государствах англосаксонской правовой семьи распространено деление преступлений дополнительно на мисдиминоры и фелонии.
В зависимости от вида правонарушения выделяют соответствующую ответственность — уголовную, административную, гражданскую.

## Юридический состав
В составе правонарушения принято выделять четыре элемента, отсутствие хотя бы одного из которых исключает существование правонарушения.
- Объект — то, что охраняется правом, на что направлено правонарушение, чему причиняется вред. То есть охраняемый правом сложившийся порядок общественных отношений, общественные интересы. Конкретные социальные блага, на которые направлено правонарушение, именуют его предметом.
- Объективная сторона — само деяние, причинная связь между деянием и наступившими вредными последствиями. Правонарушением может быть как действие, так и бездействие лица. Оно должно быть противоправно, то есть представлять собой нарушение норм, содержащихся в правовых актах. Оно должно быть общественно опасно, то есть нести вред или создавать угрозу вреда. Закон может допускать освобождение лица от ответственности или её смягчение, если устранённая в результате правонарушения опасность превышала опасность самого правонарушения (например, в случае крайней необходимости, необходимой обороны, обоснованного риска).
- Субъективная сторона — психическое состояние лица, совершившего правонарушение. Оно должно предполагать виновность, то есть возможность волевого выбора субъектом варианта неправомерного поведения. Иначе законом может быть предусмотрено освобождение от ответственности или её смягчение (например, в случае невменяемости, аффекта).
- Субъект — лицо (индивидуальный субъект) или лица (коллективный субъект), совершившее нарушение нормы права. Лицо должно быть деликтоспособным, то есть достигшим определённого возраста и сознающим характер своих действий. Делинквента в зависимости от тяжести правонарушения называют правонарушителем или преступником.